# 田中義雄
田中 義雄（たなか よしお、1909年7月20日 - 1985年4月10日）は、アメリカ合衆国ハワイ準州 (Territory of Hawaii) 出身のプロ野球選手（捕手、右投右打）・監督・コーチ。
日系アメリカ人で、後に日本国籍を取得。通称「カイザー田中」。NPB初のベストナイン（捕手部門）も受賞している。

## 来歴・人物
マッキンリー・ハイスクール、ハワイ大学を経て、エンドルーコックス・ハイスクールで教員となる。在職中は野球部監督も務めた。日本球界入り前はプロ経験はなし。その後は教職を辞し、1937年秋に大阪タイガースへ入団。これは、田中が入団する前年に正捕手を務めた小川年安が退団していたこともあり、同じ日系アメリカ人だった若林忠志投手が強く勧誘したことと、日米関係の悪化に伴い、教員を続けるには日本国籍を捨てなくてはならなくなり（カイザーはアメリカと日本の二重国籍であった）、それに広島県出身の母親が強く反対したため、教員を続けられなくなったことがあったといわれている（しかし、カイザーは1945年から占領軍の軍属として働き、その際に日本国籍の破棄を求められ、日本国籍を捨てている）。松木謙治郎は交際中の女性との結婚を母親から反対されたため、日本での結婚を考えていたことが来日の理由だと記している。東京巨人軍も関心を示したが、田中が眼鏡をかけていたため、眼鏡の捕手はいらないという理由で契約はしなかった。
入団直後に四番捕手として試合に出場し、その後、7年間にわたってタイガースの正捕手としてプレーした。優れたインサイドワークで戦前のチームを支えた。この間、1937年秋から1938年春にかけてのリーグ2連覇と年度優勝に大きく貢献し、日本一の捕手の座についた。ドイツ語で皇帝を「カイザー」と言うことから、キング・オブ・キャッチャーと呼ばれる代わりに、カイザー田中と自ら名乗った。愛称とは対照的に温厚な性格だったが、当時はその意味が一般的には知られておらず、カイザー田中が本名だと思い込んでいたファンも多かったという。なお、「カイザー」のあだ名は田中がハワイ大学在学中にドイツ贔屓の演説をしたから付けられたという（「カイザー」はドイツ皇帝の名称、および最後のドイツ皇帝ヴィルヘルム2世の名称「カイゼル」の英語の呼び方）。1945年終戦直前に徴用されて樺太、札幌で約半年間、アメリカのラジオ短波放送傍受の任につく。
当時、日本よりも技術面で進んでいたハワイの第一線でプレーしていたこともあり、インサイドワークなどでは他を圧倒していた。さらに、盗塁阻止の技術に加えて、戦時中の選手が不足した時期には投手を務めたほどの強肩を持ち、盗塁はほとんど許さなかった。打撃面でも好成績を残し、特に当時球界を代表するエースピッチャーであった沢村栄治に対しては無類の強さを誇った。松木によると320匁（1.2kg）の重いバットを短く持ち、沢村の高めの直球を打ち返したという。1941年に一試合1イニングだけ投手として登板したことがある。
同時期に門前眞佐人が控え捕手として在籍しており、阪神の2枚看板として知られた。現在のオールスターゲームにあたる東西対抗戦には田中が5度、門前が3度出場し、タイガースの捕手が出場しなかった年は存在しない。1944年途中、軍に召集されて退団するとそのまま引退した。
上記の通り、当時でも珍しい「眼鏡をかけた捕手」であった。捕手として申し分ない成績を残しているが、日本のプロ野球界ではその事実は十分に記憶されず、古田敦也の登場まで「眼鏡をかけた捕手は大成しない」という俗説が長く語られることになった。
1958年から1959年まで阪神の監督を務め、小山正明・村山実の投手2本柱や、鎌田実・吉田義男・三宅秀史の鉄壁の内野陣などを育成して、1960年代の2度の優勝の基礎を作った。有名な天覧試合の時に阪神監督を務めたのも田中で、村山の話では「戦時中、祖国アメリカの為に戦った日系二世が、日本の象徴・天皇陛下の前で指揮官として戦う」という事で一番興奮していたそうである。その後、大毎・東京の一軍バッテリーコーチ（1961年）、ヘッドコーチ（1962年）、二軍監督（1963年 - 1964年）を歴任。宇野光雄監督の片腕として手腕を発揮。巨人が1966年、二軍打撃コーチにケニー・マイヤーズを迎えた際には委託として通訳を担当した。その後は座間基地に勤務した。
1983年4月29日の天皇誕生日（当時）に日本テレビで放送の天覧試合を題材にした特番「天皇のホームラン」（当時同局アナウンサーの徳光和夫司会）では村山実、長嶋茂雄と共にスタジオゲストとして出演（“カイザー田中”名義）、久々に公の場に姿を見せた。
1985年のセ・リーグ開幕直前の4月10日、東京都内の自宅で心筋梗塞のため死去。75歳没。

## 詳細情報

### 年度別打撃成績
| 年 度     | 球 団     | 試 合 | 打 席 | 打 数 | 得 点 | 安 打 | 二 塁 打 | 三 塁 打 | 本 塁 打 | 塁 打 | 打 点 | 盗 塁 | 盗 塁 死 | 犠 打 | 犠 飛 | 四 球 | 敬 遠 | 死 球 | 三 振 | 併 殺 打 | 打 率 | 出 塁 率 | 長 打 率 | O P S |
| --------- | --------- | ----- | ----- | ----- | ----- | ----- | -------- | -------- | -------- | ----- | ----- | ----- | -------- | ----- | ----- | ----- | ----- | ----- | ----- | -------- | ----- | -------- | -------- | ----- |
| 1937秋    | 大阪 阪神 | 43    | 167   | 148   | 24    | 43    | 8        | 2        | 3        | 64    | 27    | 8     | --       | 4     | --    | 9     | --    | 6     | 12    | --       | .291  | .356     | .432     | .788  |
| 1938春    | 大阪 阪神 | 24    | 90    | 75    | 15    | 25    | 4        | 0        | 1        | 32    | 8     | 3     | --       | 2     | --    | 12    | --    | 1     | 2     | --       | .333  | .432     | .427     | .858  |
| 1938秋    | 大阪 阪神 | 33    | 106   | 98    | 15    | 23    | 3        | 3        | 0        | 32    | 19    | 0     | --       | 2     | --    | 5     | --    | 1     | 6     | --       | .235  | .279     | .327     | .605  |
| 1939      | 大阪 阪神 | 15    | 16    | 16    | 0     | 5     | 0        | 0        | 0        | 5     | 2     | 0     | --       | 0     | 0     | 0     | --    | 0     | 2     | --       | .313  | .313     | .313     | .625  |
| 1940      | 大阪 阪神 | 101   | 403   | 368   | 46    | 108   | 13       | 5        | 0        | 131   | 42    | 11    | --       | 14    | 2     | 16    | --    | 3     | 22    | --       | .293  | .328     | .356     | .684  |
| 1941      | 大阪 阪神 | 84    | 350   | 310   | 21    | 71    | 10       | 4        | 0        | 89    | 19    | 2     | --       | 21    | --    | 18    | --    | 1     | 12    | --       | .229  | .274     | .287     | .561  |
| 1942      | 大阪 阪神 | 104   | 433   | 389   | 28    | 78    | 4        | 2        | 0        | 86    | 31    | 16    | 4        | 18    | --    | 21    | --    | 4     | 14    | --       | .201  | .249     | .221     | .470  |
| 1943      | 大阪 阪神 | 70    | 233   | 205   | 11    | 47    | 5        | 1        | 1        | 57    | 14    | 5     | 5        | 6     | --    | 21    | --    | 1     | 10    | --       | .229  | .304     | .278     | .582  |
| 1944      | 大阪 阪神 | 3     | 11    | 10    | 0     | 0     | 0        | 0        | 0        | 0     | 0     | 0     | 0        | 0     | --    | 0     | --    | 1     | 2     | --       | .000  | .091     | .000     | .091  |
| 通算：8年 | 通算：8年 | 477   | 1809  | 1619  | 160   | 400   | 47       | 17       | 5        | 496   | 162   | 45    | 9        | 67    | 2     | 102   | --    | 18    | 82    | --       | .247  | .299     | .306     | .605  |

- 各年度の太字はリーグ最高
- 大阪（大阪タイガース）は、1940年途中に阪神（阪神軍）に球団名を変更

### 年度別監督成績
| 年度      | 年度      | 球団      | 順位      | 試合 | 勝利 | 敗戦 | 引分 | 勝率 | ゲーム差   | チーム 本塁打 | チーム 打率 | チーム 防御率 | 年齢       |
| --------- | --------- | --------- | --------- | ---- | ---- | ---- | ---- | ---- | ---------- | ------------- | ----------- | ------------- | ---------- |
| 1958年    | 昭和33年  | 大阪      | 2位       | 130  | 72   | 58   | 0    | .554 | 5.5        | 88            | .238        | 2.55          | 51歳       |
| 1959年    | 昭和34年  | 大阪      | 2位       | 130  | 62   | 59   | 9    | .512 | 13         | 76            | .237        | 2.37          | 52歳       |
| 通算：2年 | 通算：2年 | 通算：2年 | 通算：2年 | 260  | 134  | 117  | 9    | .534 | Aクラス2回 | Aクラス2回    | Aクラス2回  | Aクラス2回    | Aクラス2回 |

* 1958年から1962年、1966年から1996年までは130試合制

### 表彰
- ベストナイン：1回（捕手部門：1940年）

### 背番号
- 12（1937年 - 1943年）
- 30（1958年 - 1959年）
- 50（1961年 - 1962年）
- 64（1963年 - 1964年）

注：1944年のシーズンは全6チームで背番号廃止